# Hijat
Hijat ili zijev u jezikoslovlju je pojava dvaju uzastopnih samoglasnika u riječi ili na granici dvije riječi. Javlja se u mnogim jezicima svijeta, ovisno o njihovim fonotaktičkim pravilima. Primjeri hijata u hrvatskom jeziku su uoči, veseo, u oazi, radio, Tea, Leo, kauč.
U jezicima u kojima hijat nije uobičajen, poput hrvatskog jezika, takvi samoglasnički slijedovi podložni su jezičnim promjenama koje ga uklanjaju. Najčešći način uklanjanja zijeva je umetanje /j/ (intervokalno j) u primjerima poput u primjerima poput radijo ili siniceza, uklanjanje hijata u jednoj riječi jednosložnim izgovorom dvaju vokala.